# Bergisches Land

Bergisches Land ở Đức

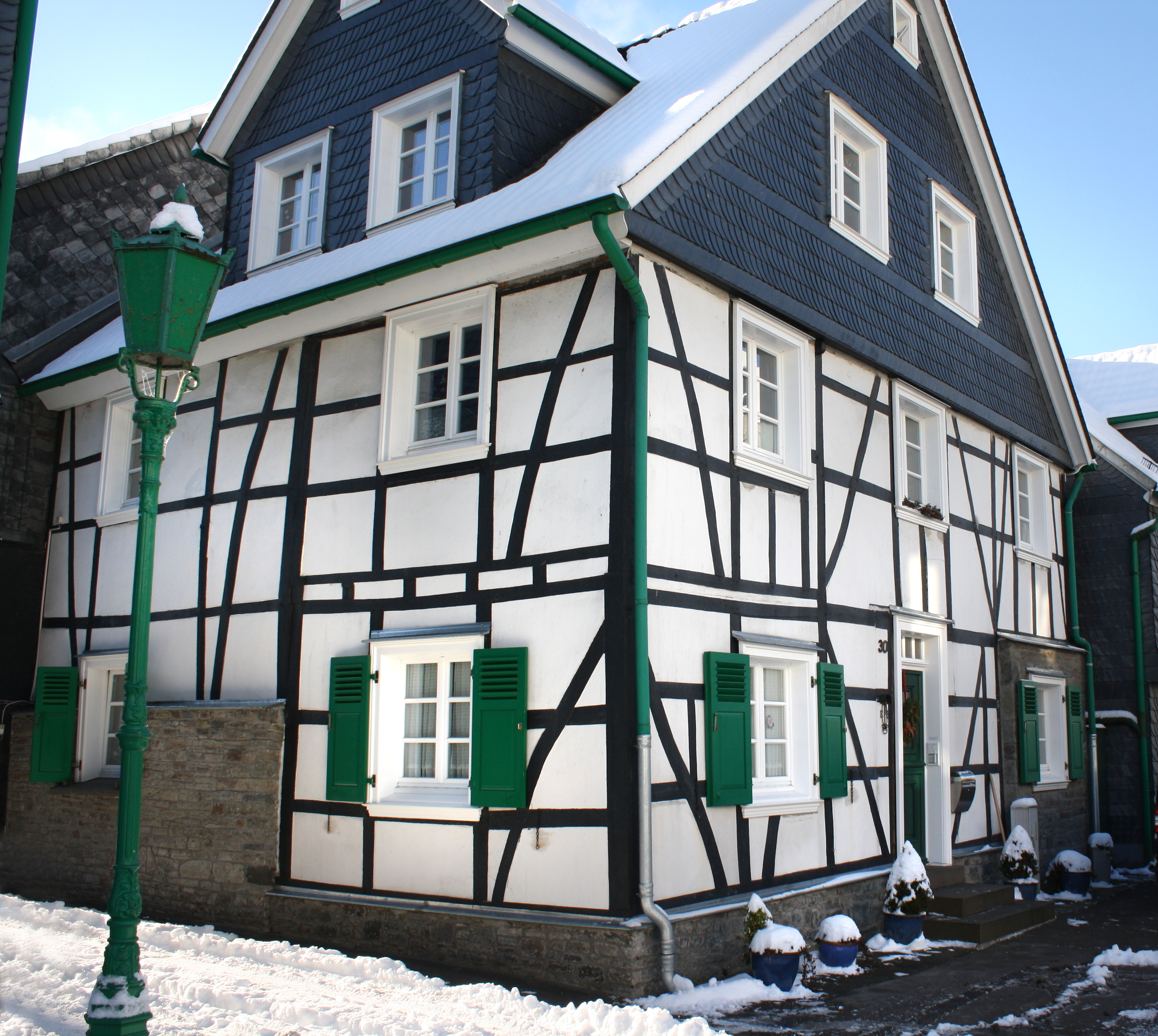
Ngôi nhà Bergisch điển hình ở Wuppertal-Beyenburg

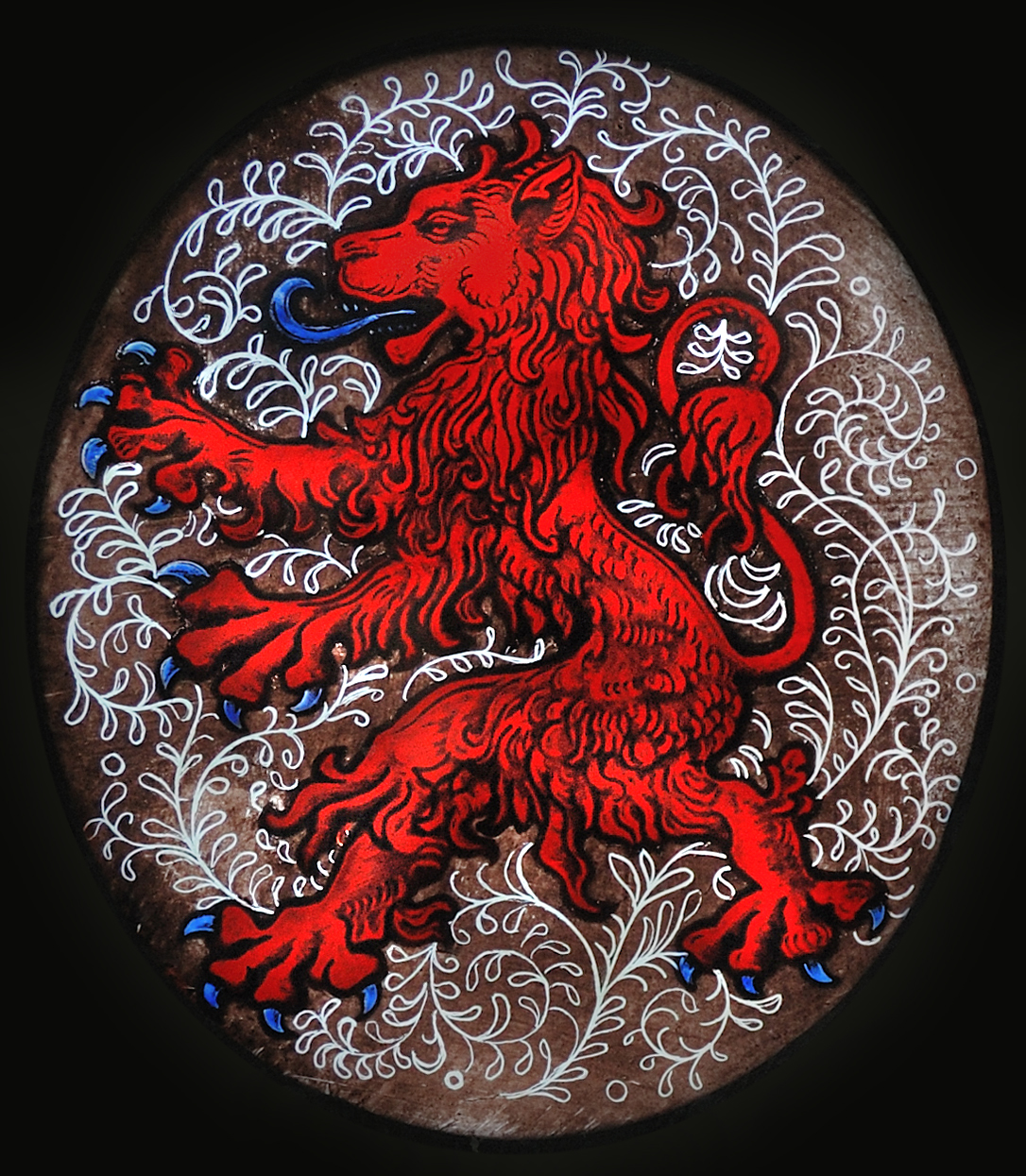
Sư tử Bergisch trên cửa sổ kính

Bergisches Land là một vùng ở Nordrhein-Westfalen (Đức) được đặt tên theo lãnh thổ lịch sử của Công quốc Berg. Nó nằm ở hữu ngạn sông Rhein, ngoài tam giác 3 thành phố Bergisch Remscheid - Solingen - Wuppertal, còn bao gồm huyện Mettmann, thành phố độc lập Leverkusen, các huyện Rheinisch-Bergisch và Oberbergisch và các khu vực của huyện Rhein-Sieg. Các thành phố Bergisch có ý nghĩa lịch sử như Mülheim an der Ruhr và Düsseldorf cũng như các khu phố ở Köln thuộc hữu ngạn sông Rhein hiện nay ít có được xem thuộc Bergisches Land.
Bergisches Land chủ yếu nằm ở phần mưa nhiều  (phía đón gió) phía tây của cánh đông bắc (Süderbergland) của dãy núi Rhenisches Schiefergebirg, các con sông chính là Wupper (Niederbergisch) và Agger (Oberbergisches Land). Ngọn núi cao nhất là Homert (519 m) gần Gummersbach; điểm cao nhất quần chúng có thể đến là khoảng 6 km về phía tây-tây nam của nó trên ngọn núi Unnenberg (505,7 m): có nhà chòi quan sát ở độ cao 31.8 m của tháp Unnenberg (45 m).

## Tên
Thuật ngữ Bergisches Land đã được sử dụng trước thế kỷ 19, nhưng đã trở thành thông lệ sau khi Công quốc Berg giải thể. Nói một cách thông tục, chữ Bergisch rất phổ biến. Trong các phương ngữ Bergisch, nó thường được gọi là Bergsches Land, cư dân là người Berger hoặc Bergisch.
Từ Bergisch gần đây được hiểu là một vùng đồi núi. Cách giải thích tên mới này không chỉ được minh họa trong các bài hát quê hương Bergisch làm cho các địa điểm quan trọng khác như thủ phủ cũ Düsseldorf không còn được coi một cách đương nhiên thuộc về Bergisches Land, mà thường được cho là thuộc về Hạ Rhein phẳng lỳ.

## Địa lý

### Ranh giới

#### Lịch sử-địa lý

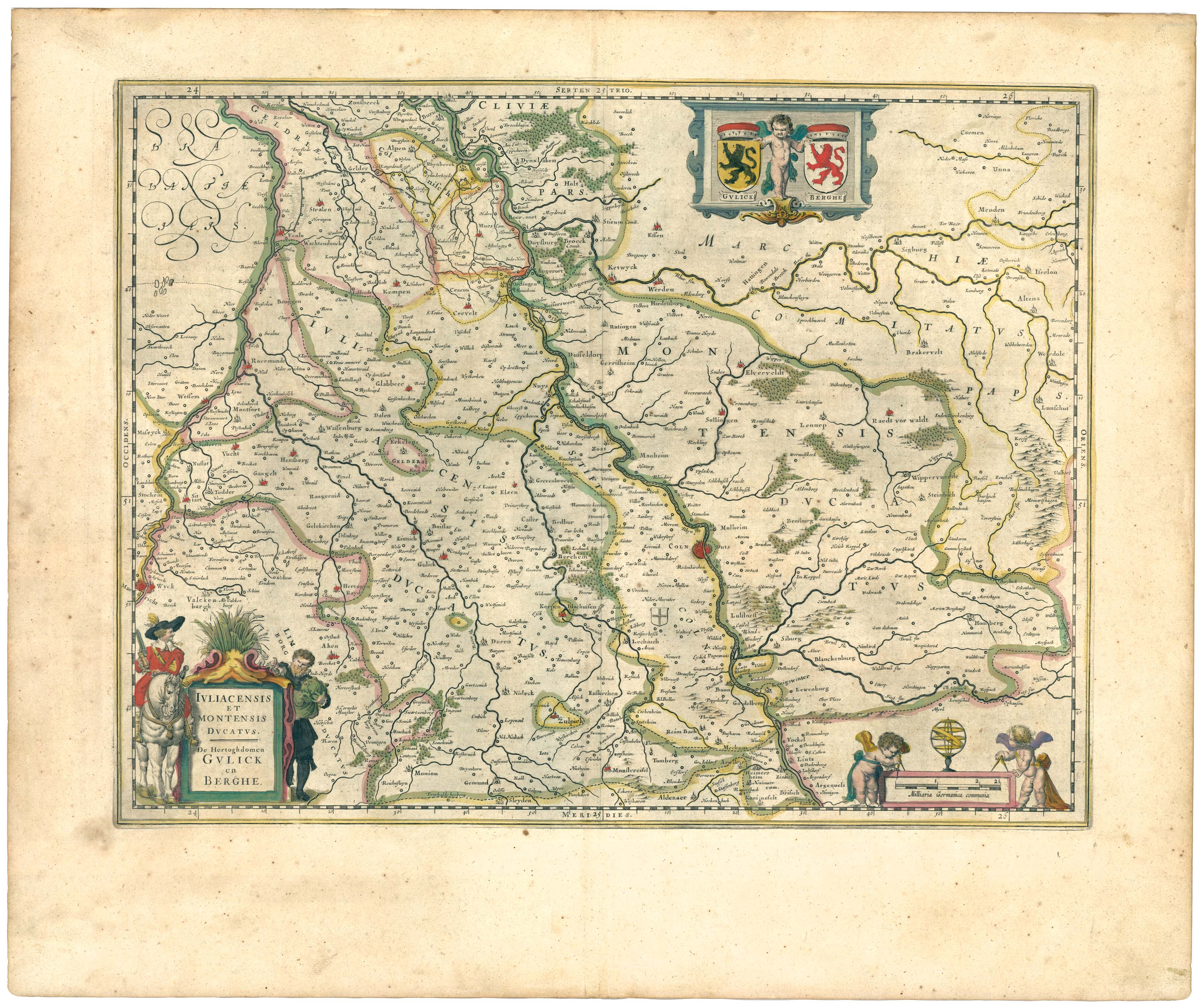
Công quốc Jülich và Berg (Iuliacensis et Montensis Ducatus), 1645, Atlas Maior

Vùng đất Bergisches Land xuất phát từ Công quốc Berg lịch sử. Khu vực có tên từ những người có chủ quyền cũ, bá tước (và sau này là công tước) von Berg. Thuật ngữ tiếng Latinh terre Montensis, tức là Vùng đất Bergisch, được ghi lại bằng văn bản lần đầu tiên trong một văn bản trái phiếu của các Bá tước Bergisch vào ngày 6 Tháng 9 năm 1363, mặc dù terra de Monte đã xuất hiện trong các chứng thư trước đó.
Những nơi quan trọng trong công quốc là Gerresheim, Elberfeld, Solingen, Lennep, Radevormwald, Wipperfürth, Bensberg, Siegburg và Blankenberg, đa số được cấp quyền thành phố từ thế kỷ 13. Chỗ cư trú của các bá tước và công tước ban đầu là Lâu đài Berge ở Altenberg gần Odenthal, sau đó là lâu đài Neuenberg, ở Burg an der Wupper (ngày nay là một phường của Solingen) và sau đó từ năm 1386 đến 1822 Düsseldorf, nơi các công tước xây dựng thành nơi cư trú và thủ phủ của công quốc.  Bergischer Löwe trong huy hiệu của thành phố Düsseldorf vẫn cho thấy mối liên hệ lịch sử của Düsseldorf với Bergisches Land.
Thành phố Mülheim an der Ruhr, các phần của Duisburg và Oberhausen (Alstaden và Dümpten) thuộc về khu vực phía bắc của Bergisches Land, các khu vực ở biên giới phía tây cũng bao gồm khu vực hữu ngạn của Köln gần Mülheim. Các khu vực nhỏ hơn ở tả ngạn sông Rhein thuộc công quốc là Wesseling, Rodenkirchen, Orr và Langel.
Mặt khác, Gimborn và Homburg ngày nay thuộc Oberbergischen Kreis không thuộc Đại công quốc Berg cho đến thời Napoléon. Khu vực ban đầu không thuộc Bergisches Land bao gồm cả Marienheide, Wiehl, Nümbrecht, Stadt Neustadt và thị trấn ngày nay của huyện Oberbergisch: Gummersbach.
Năm 1815, Đại công quốc Berg bị giải thể và vào năm 1822, nó được nhập vào tỉnh Rhein của nước Phổ. Sau Chiến tranh thế giới thứ hai, phần phía bắc của Bergisches Land là một phần của Rheinland trở thành một phần của Nordrhein-Westfalen.

#### Về mặt địa lý và không gian thiên nhiên
Về bản chất thiên nhiên, Bergisches Land gần như hoàn toàn là một phần của Süderbergland, cũng bao gồm gần như toàn bộ Sauerland. Süderbergland lại là phần đông bắc của dãy núi rechtsrheinischen Schiefergebirg.
Biên giới núi đồi tự nhiên là Ruhr ở phía bắc, Rhein ở phía tây và Sieg ở phía nam. Mặt khác, Bergisches Land lại không được nhận thấy có biên giới thiên nhiên nào với Sauerland ở phía đông. Chỉ có sự khác biệt về chính trị và văn hóa đã xác định ranh giới giữa hai vùng đất lịch sử, qua đó ở phía đông nước từ Bergisches Land chảy ra Wupper và Agger, trong khi ở phía tây Sauerland chủ yếu chảy ra sông  Ruhr và các phụ lưu của nó.
Phần lớn Bergisches Land được đặc trưng bởi một dãy núi thấp đa dạng với rừng, đồng cỏ và đồi cũng như các thung lũng hẹp - còn được gọi là " Siepen " - với những con suối nhỏ. Ngoại trừ các khu vực chuyển tiếp tới Sauerland, Bergisch được coi là đồng bằng vùng đồi núi do sự xói mòn lâu ngày của dãy núi.
Từ dãy núi thấp về phía tây qua nhiều thềm thạch nam khác nhau là một đồng bằng không có đồi cao đáng kể, do sự kết tụ đô thị của Köln và Düsseldorf  - so với dãy núi thấp -phong cảnh không có gì đáng để ý. Có một vài cụm di tích khu vực cây thạch nam, chẳng hạn như Wahner, Hildener và Ohligser Heide, rừng Königsforst  và các ao hồ hình thành do khai thác đá riêng lẻ, chẳng hạn như Unterbacher hoặc Elbsee, các khu bảo tồn thiên nhiên có giá trị và các khu giải lao cho cư dân của các thành phố lớn xung quanh.
Công viên thiên nhiên Bergisches Land cũng được xem là khu tịnh dưỡng. Mặc dù tỷ lệ rừng khá lớn nhưng chỉ có một số ít diện tích rừng nối liền lớn. Những rặng núi cây cối rậm rạp dài thoai thoải và những thung lũng đồng cỏ định hình cảnh quan. Về phía đông, tỷ lệ rừng tăng lên do điều kiện thời tiết vì  độ cao ít thuận lợi hơn cho nông nghiệp. Rừng sồi và rừng sồi-dẻ gai châu Âu phát triển tự nhiên trên các sườn núi. Tuy nhiên, kể từ vụ phá rừng đáng kể vào đầu thời kỳ hiện đại, những khu vực rộng lớn đã được trồng bằng loại cây vân sam không phải bản địa trước đây. Nutscheid ở rìa phía nam của Bergisches Land là một trong những khu vực rừng lâm nghiệp lớn nhất và phần lớn không có người ở. Một khu rừng rộng lớn khác là Heck giữa Engelskirchen, Drabenderhöhe và Overath - Federath.

#### Theo nhận thức khu vực ngày nay
Trong nhận thức khu vực ngày nay, Bergisches Land tương ứng với "vùng dãy núi thấp Bergisches Land". Tại các thành phố Bergischer Rhein và Ruhr trước đây (Düsseldorf, các khu phố phía nam của Oberhausen, Duisburg-Süd và Mülheim an der Ruhr), người dân hầu như không biết về mối liên hệ lịch sử với Bergisches Land. Ở những nơi này, ngày nay người dân đa số xem mình là người  Rheinländer  hoặc thuộc Ruhrgebiet. Tuy nhiên, phía trên đồng bằng sông Rhein, cảm nhận thuộc về Bergisches Land là điều hiển nhiên trong ý thức. Vì vậy, trong bản tin của WDR, chỉ các khu vực phía đông được gọi là "Bergisches Land", trong khi các khu vực phía tây được đưa vào " Rheinland ". Huyện Mettmann cũng được xem thuộc vùng văn hóa Bergisches Land.
Thủ đô của Bergisches Land hầu như không còn là thủ phủ lịch sử Düsseldorf, mà là thành phố Wuppertal, được thành lập vào năm 1929 và hình thành trung tâm kinh tế, văn hóa và công nghiệp của miền đông Bergisches Land. Phía nam của khu vực tuy nhiên hiện đã phát triển mối quan hệ chặt chẽ hơn với Köln.

### Các khu vực phụ

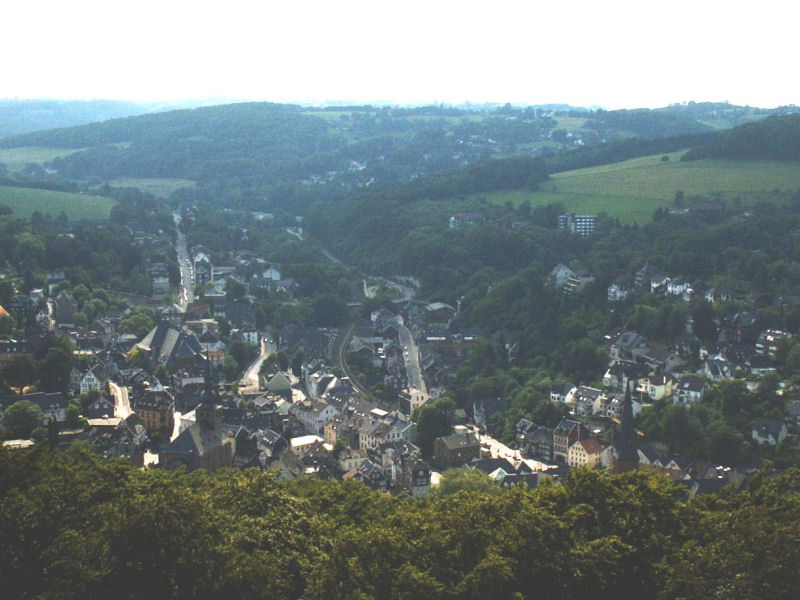
Quang cảnh của Velbert-Langenberg

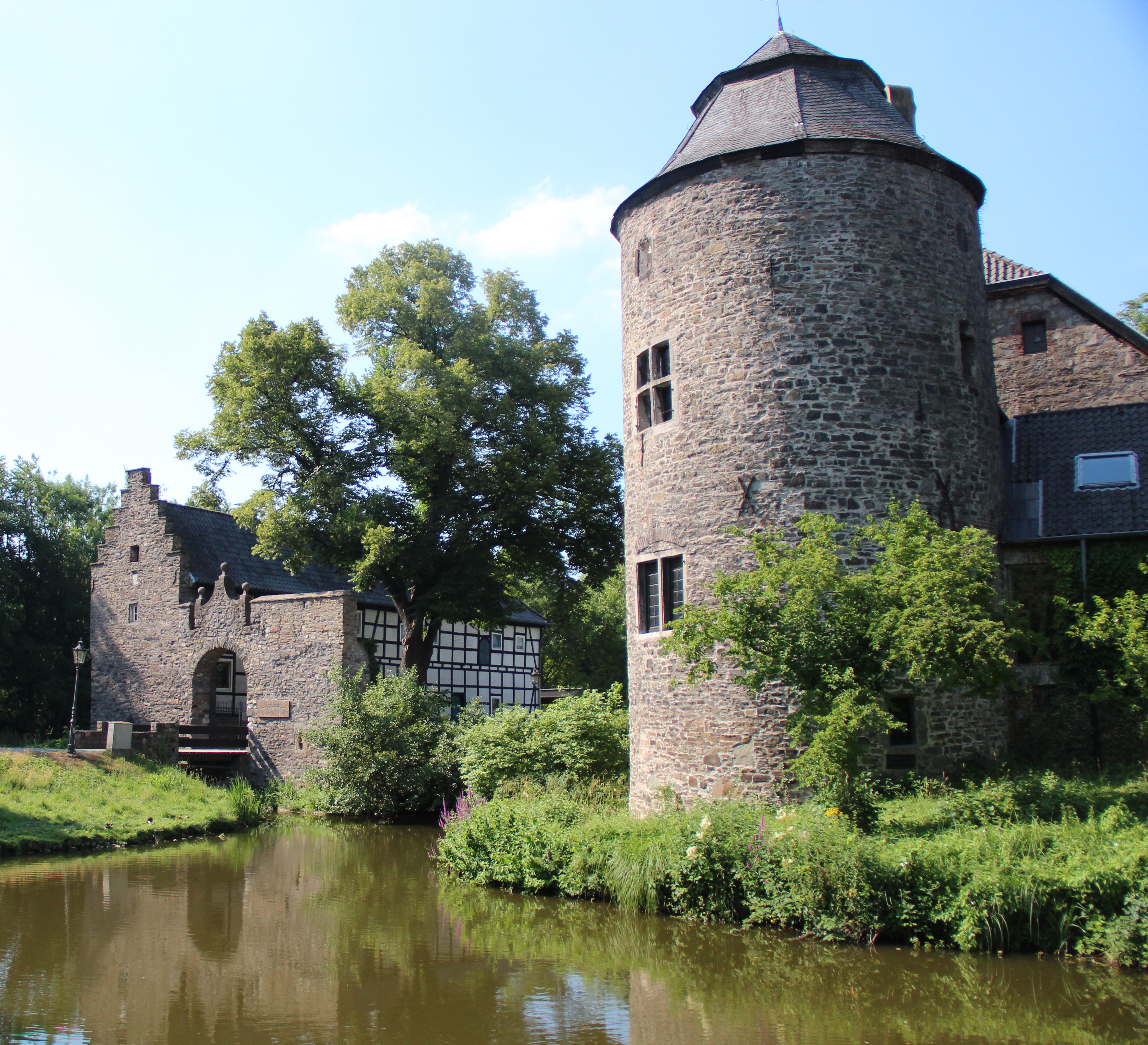
Lâu đài Haus zum Haus ở Ratingen

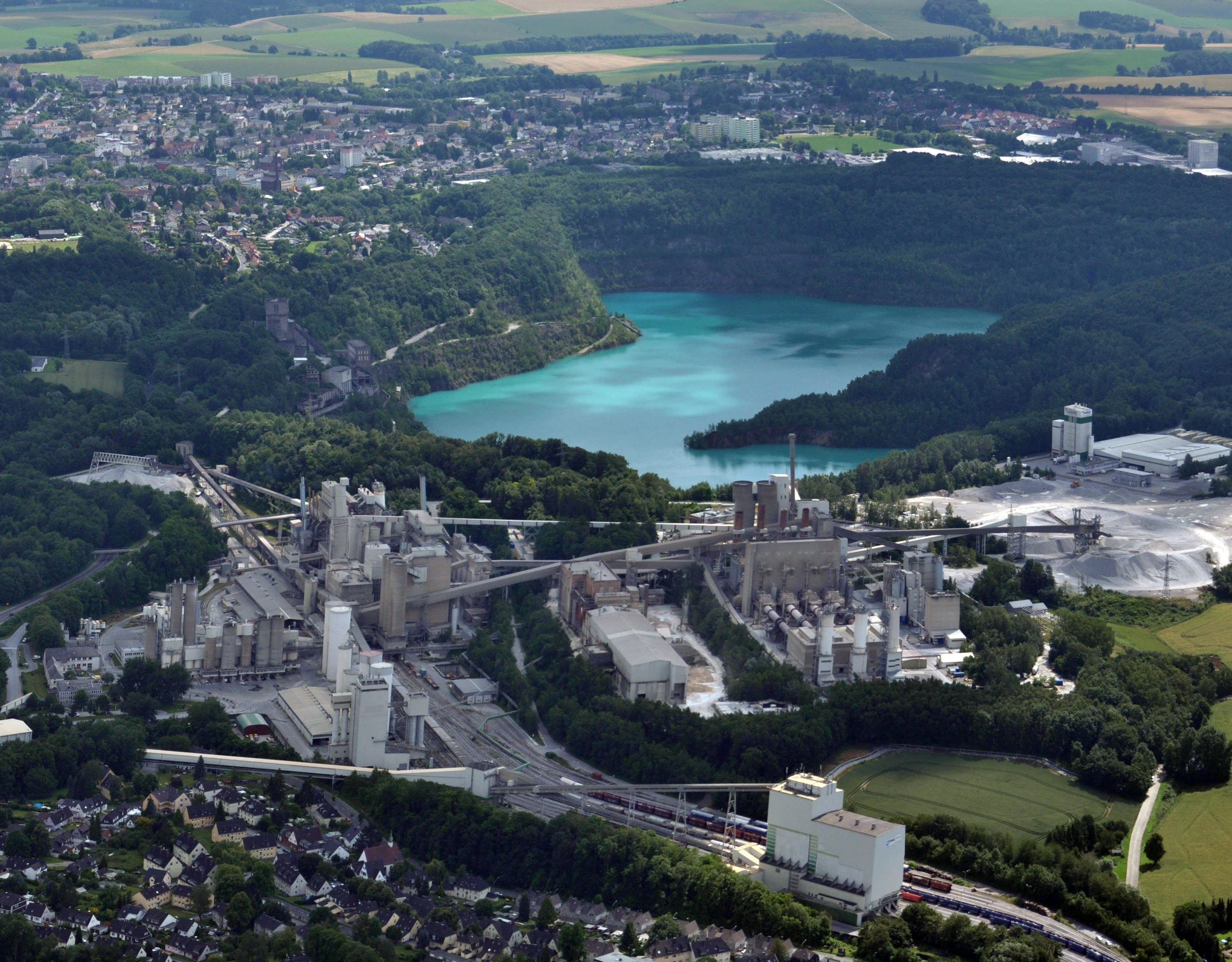
Nhà máy vôi Flandersbach hoạt động gần mỏ vôi lớn nhất châu Âu ở Wülfrath

#### Niederbergisches Land
Phía bắc và tây bắc của Bergisches Land tạo thành Niederbergisches Land, được Angerbach và Düssel chảy ngang qua. Một phần của Düssel là Neandertal, nơi người đàn ông cùng tên trong kỷ băng hà được tìm thấy. Deilbach tạo thành biên giới phía đông. Khu vực của Niederbergisches Land theo cách hiểu hiện đại nằm trong huyện Mettmann và bao gồm các thị trấn Ratingen, Heiligenhaus, Velbert, Wülfrath, Haan và Erkrath cùng với thị trấn cùng tên. Vì biên giới lịch sử của Bergisches Land nằm trong khu vực Ruhrgebiet ngày nay và dọc theo sông Rhein, Düsseldorf, Mülheim an der Ruhr, và một phần của Oberhausen (Alstaden) cũng có thể được tính là một phần của Niederbergisches Land. Ở Mettmann, Wülfrath và Langenberg, trung tâm phố cổ với những ngôi nhà có khung bằng gỗ được bảo tồn tạo thành một vòng bao quanh nhà thờ hay chợ. Ở Düsseltal hoặc không xa nó, các làng Gruiten và Düssel, nơi cũng có một phố trung tâm lịch sử với những ngôi nhà khung gỗ được bảo tồn tốt. Tại Wülfrath, 9,7 triệu tấn đá vôi được khai thác hàng năm trong các nhà máy sản xuất vôi lớn nhất châu Âu.

#### Tam giác 3 thành phố Bergisch

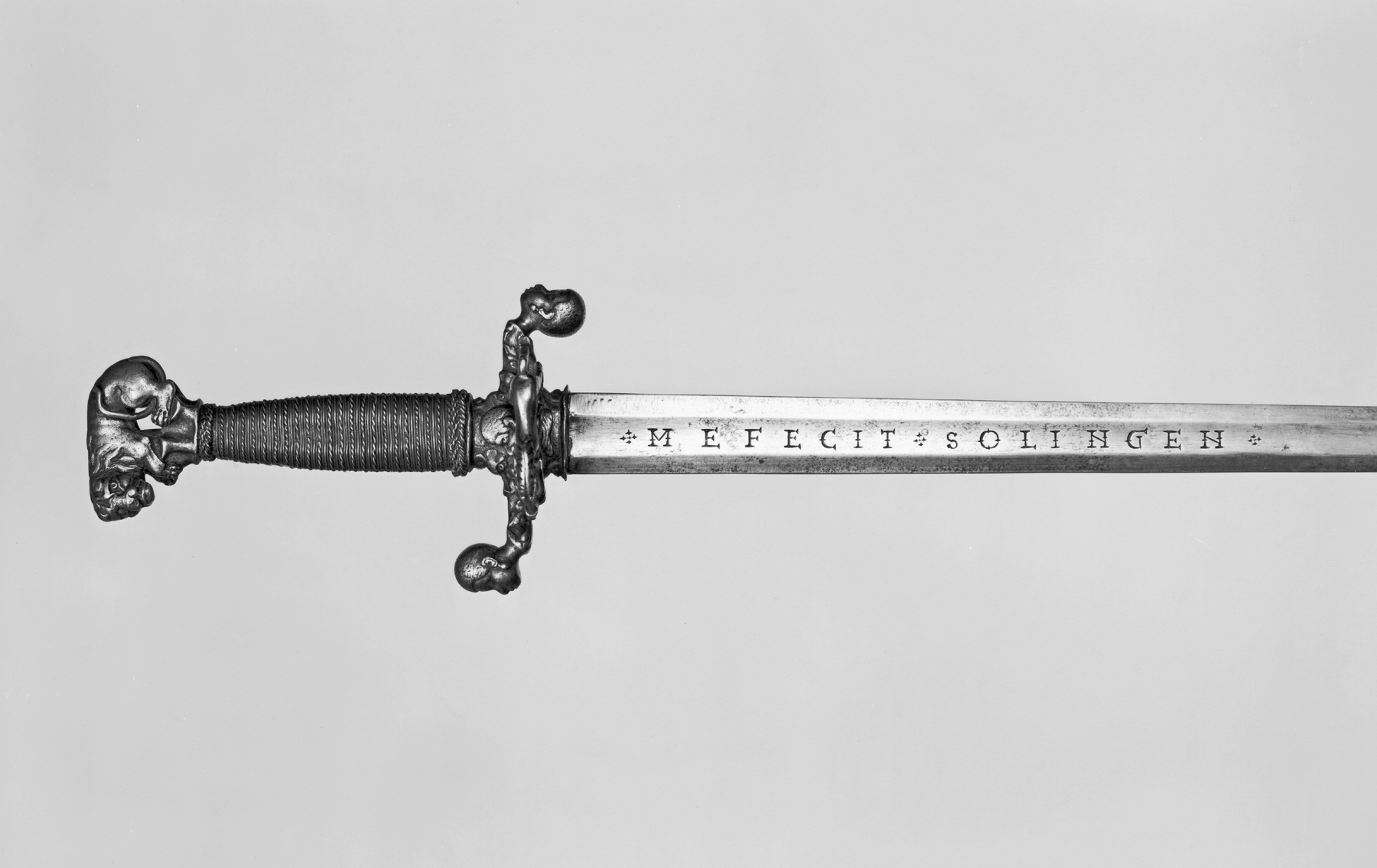
Thanh kiếm Solingen từ thế kỷ 17

Về phía đông nam là tam giác 3 thành phố Bergisch, được tạo thành từ các thành phố lớn Wuppertal, Solingen và Remscheid và hiện không thuộc vùng Niederbergisch cũng như vùng Oberbergisch. Con sông đáng ghi nhận ở đây là Wupper. Các trung tâm lịch sử của Bergisches Land Lennep và Burg an der Wupper cũng nằm ở rìa của tam giác thành phố.

##### Wuppertal
Wuppertal được thành lập vào ngày 1. tháng 8 năm 1929 từ các thành phố trước đó là Barmen, Elberfeld, Cronenberg, Ronsdorf và Vohwinkel cũng như khu phố Beyenburg và chủ yếu nằm trong thung lũng chạy dài mà Wupper chảy qua. Cột mốc của thành phố là Đường sắt treo Wuppertal  được  Kaiser Wilhelm II., khai mạc năm 1901, được xây dựng phần lớn trên sông Wupper do thiếu không gian. Vào giữa thế kỷ 19, hơn 100.000 người sống ở khu vực ngày nay là thành phố - vào thời điểm đó vẫn được tách ra thành các thành phố Elberfeld và Barmen. Chỉ một số ít thành phố ở Đức có nhiều dân cư hơn. Elberfeld và Barmen là một trong những trung tâm thương mại và ngân hàng quan trọng nhất của nước Phổ. Đường sắt răng cưa chạy bằng điện đầu tiên trên thế giới chạy ở Barmen.
Heroin được phát minh tại Elberfeld vào năm 1896 và aspirin vào năm 1897 tại các nhà máy sơn Elberfeld (trước đây là Friedrich Bayer & Co., nay là Bayer AG) và tập đoàn toàn cầu ngày nay Bayer được thành lập vào năm 1904. Ngay cả ngày nay, Wuppertal với Barmer GEK vẫn là quê hương của hãng Bảo hiểm Barmenia, Vorwerk và Erfurt & Sohn. Khu dân cư Briller ở Elberfeld là một trong những khu vila lớn nhất ở Đức. Đáng chú ý về mặt văn hóa là một số bảo tàng, ví dụ: Ví dụ: Bảo tàng Thời kỳ đầu công nghiệp hóa với Nhà Engels, Bảo tàng Đồng hồ Wuppertal, còn được gọi là Bảo tàng Abeler, Bảo tàng Von-der-Heydt, Bảo tàng Kinh thánh Wuppertal, Schwimmoper lịch sử (một hồ bơi trong nhà), tòa thị chính Wuppertal lịch sử và nhà hát khiêu vũ Pina Bausch nổi tiếng thế giới, nhà hát opera và vườn thú Wuppertal có phong cảnh tuyệt đẹp.

##### Solingen

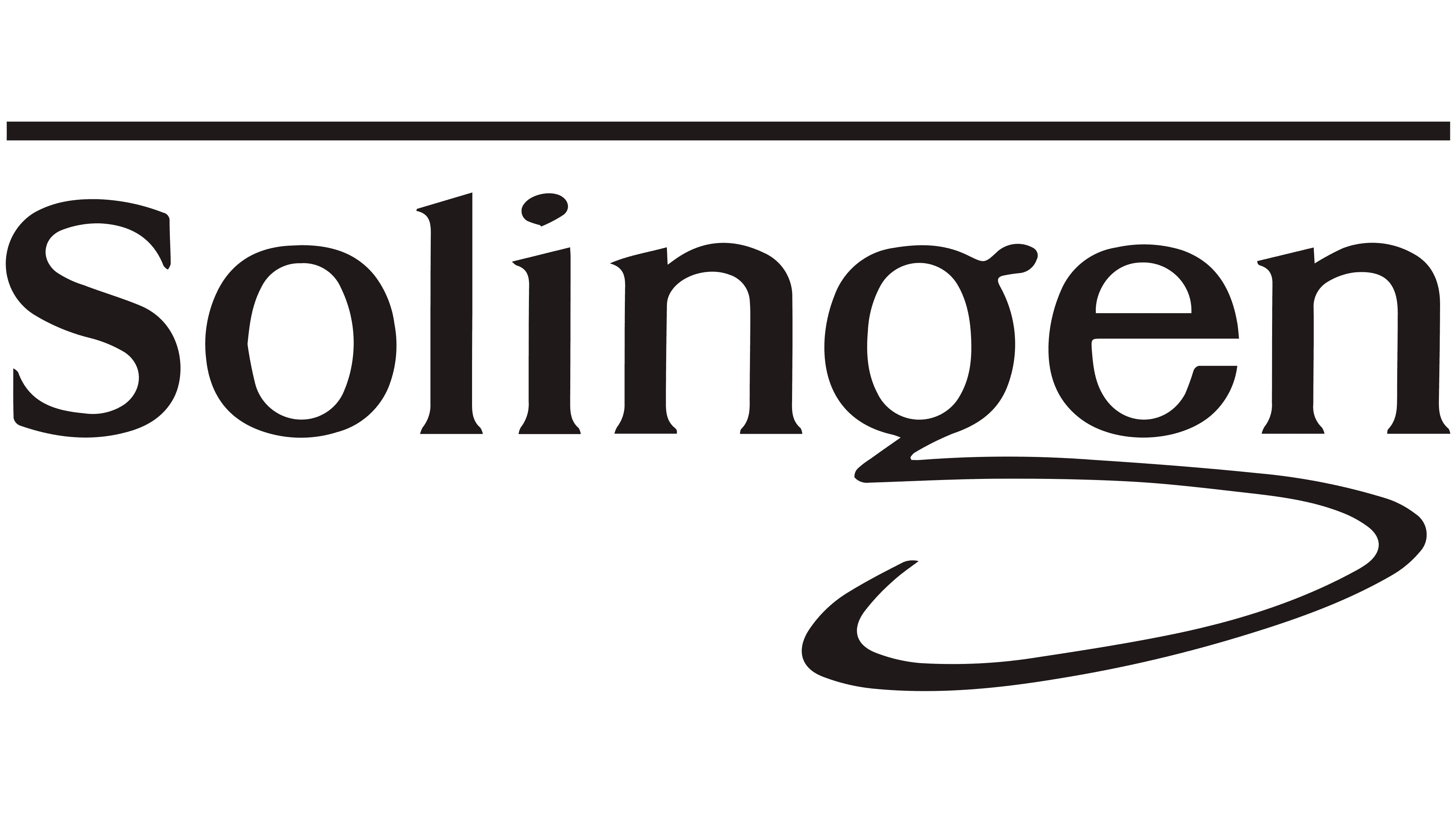
Logo nổi tiếng thế giới

Lưỡi dao và dao kéo (Zwilling JA Henckels) đến từ Solingen, cũng như cây dù Knirps, Mạng lưới xe buýt lớn nhất trong số ba mạng lưới xe buýt chạy bằng dây dẫn điện ở trên vẫn còn tồn tại ở Đức có thể được tìm thấy ở đó. Müngsten Brücke - cây cầu đường sắt cao nhất của Đức - bắc qua Wupper giữa Solingen và Remscheid. Một địa điểm tham quan khác cách cây cầu vài km về phía nam là Lâu đài Burg - lâu đài chính của các Bá tước và Công tước xứ Berg - ở Solingen tại khu phố Burg an der Wupper.

##### Remscheid
Liên quan đến trung tâm thành phố, Remscheid là thành phố cao nhất ở phía bắc sông Donau. Nó có một trong những con đường trong phố dốc nhất ở Đức với độ dốc 24 phần trăm. Thành phố Lennep, được hợp nhất vào Remscheid vào năm 1929, là thành phố lâu đời thứ hai (được phong thành phố vào năm 1230) ở  Bergisches Land và có một quần thể những ngôi nhà có khung gỗ kiểu Bergisch được bảo tồn tốt. Remscheid được biết đến với ngành công nghiệp kim loại và dụng cụ và là nơi đặt trụ sở của các công ty nổi tiếng (u. a. Nhóm Vaillant). Nguồn gốc của Mannesmann AG trước đây cũng ở đây. Người con nổi tiếng nhất của thành phố là Wilhelm Conrad Röntgen, người có khám phá lịch sử có thể được thăm viếng trong Bảo tàng Röntgen của Đức.

#### Oberbergisches Land
Theo ý nghĩa lịch sử, Oberbergisches Land bao gồm Rheinisch-Bergischen Kreis, Oberbergischen Kreis, hữu ngạn của huyện Rhein-Sieg và thành phố độc lập Leverkusen. Do đó, nó bắt đầu ở phía sau tam giác 3 thành phố Bergisch và kéo dài ở phía nam đến sông Sieg và ở phía đông đến Sauerland. Các con sông nổi tiếng là phụ lưu Wupper Dhünn, phụ lưu Sieg Agger và các phụ lưu Agger Sülz và Wiehl. Đặc trưng của  Oberbergisches Land là các đập nước Große Dhünn, Agger và  Wiehltal trong dòng chảy của các con sông tương ứng.
Ngoài huyện lỵ Bergisch Gladbach, Burscheid, Kürten, Leichlingen (Rhineland), Odenthal, Overath, Rösrath và Wermelskirchen thuộc huyện Rheinisch-Bergisch. Oberbergischer Kreis bao gồm huyện lỵ Gummersbach và các địa điểm khác Bergneustadt, Hückeswagen, Lindlar, Marienheide, Wipperfürth, Radevormwald, Reichshof, Nümbrecht, Morsbach, Waldbröl, Wiehl và Engelskirchen.
Phía tây của Oberbergisches Land, giáp với Köln, là một khu dân cư được ưa thích cho những người đi làm ở các thành phố lớn xung quanh.

### Khí hậu

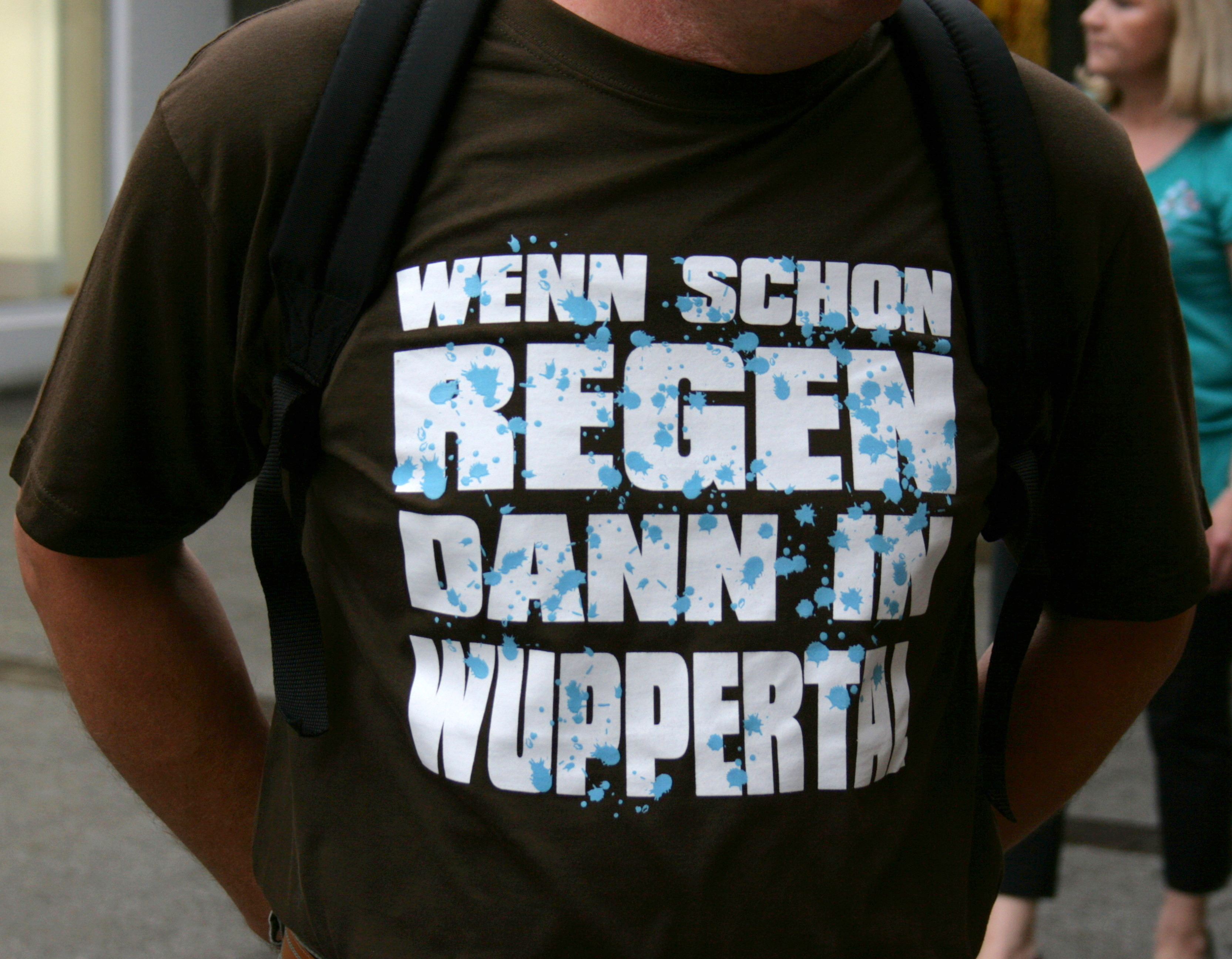
Nếu có mưa ở Bergisches Land thì chắc là ở Wuppertal.

Với các dòng không khí phía Tây, các khối khí ẩm Đại Tây Dương ở Bergisches Land đầu tiên gặp phải chướng ngại vật và tụ lại (vị trí hướng gió). Kết quả là mưa ở đó gia tăng với khoảng cách tương đối ngắn từ 800 mm ở phía tây lên đến hơn 1350 mm ở phía đông trung bình hàng năm. Nhiệt độ trung bình hàng năm là 7 đến 10 °C và số ngày có nhiệt độ> 10 °C (mùa sinh trưởng) từ 150 đến 180 ngày. Trong mùa cây cối phát triển, nhiệt độ trung bình là 13-16 °C. Những đặc điểm khí hậu này tạo điều kiện phát triển rất thuận lợi cho thảm thực vật tự nhiên. Do nguy cơ mưa lớn và sương giá muộn, điều kiện nông nghiệp rất khó khăn, đặc biệt là ở vùng đất phía đông Oberbergisches Land, và vì vậy nông dân chủ yếu hoạt động chăn nuôi gia súc và lâm nghiệp từ thời xa xưa.

### Sông ngòi
Hai con sông chính của Bergisches Land là sông Agger, chiếm khoảng một phần ba diện tích lưu vực của sông Sieg, ở phía nam và sông Wupper, chảy trực tiếp ra sông Rhein, ở phía bắc. Cả hai đều có diện tích lưu vực hơn 800 km² và cùng nhau tiêu thoát nước gần như toàn bộ khu vực.
Các sông  khác có diện tích lưu vực trên 100 km² là Düssel (phía bắc của Wupper, chảy vào sông Rhein), Dhünn (từ trái chảy sang Wupper), Sülz và Wiehl (từ bên phải và trái đến Agger) và ở cực đông nam là Bröl (đến Sieg).

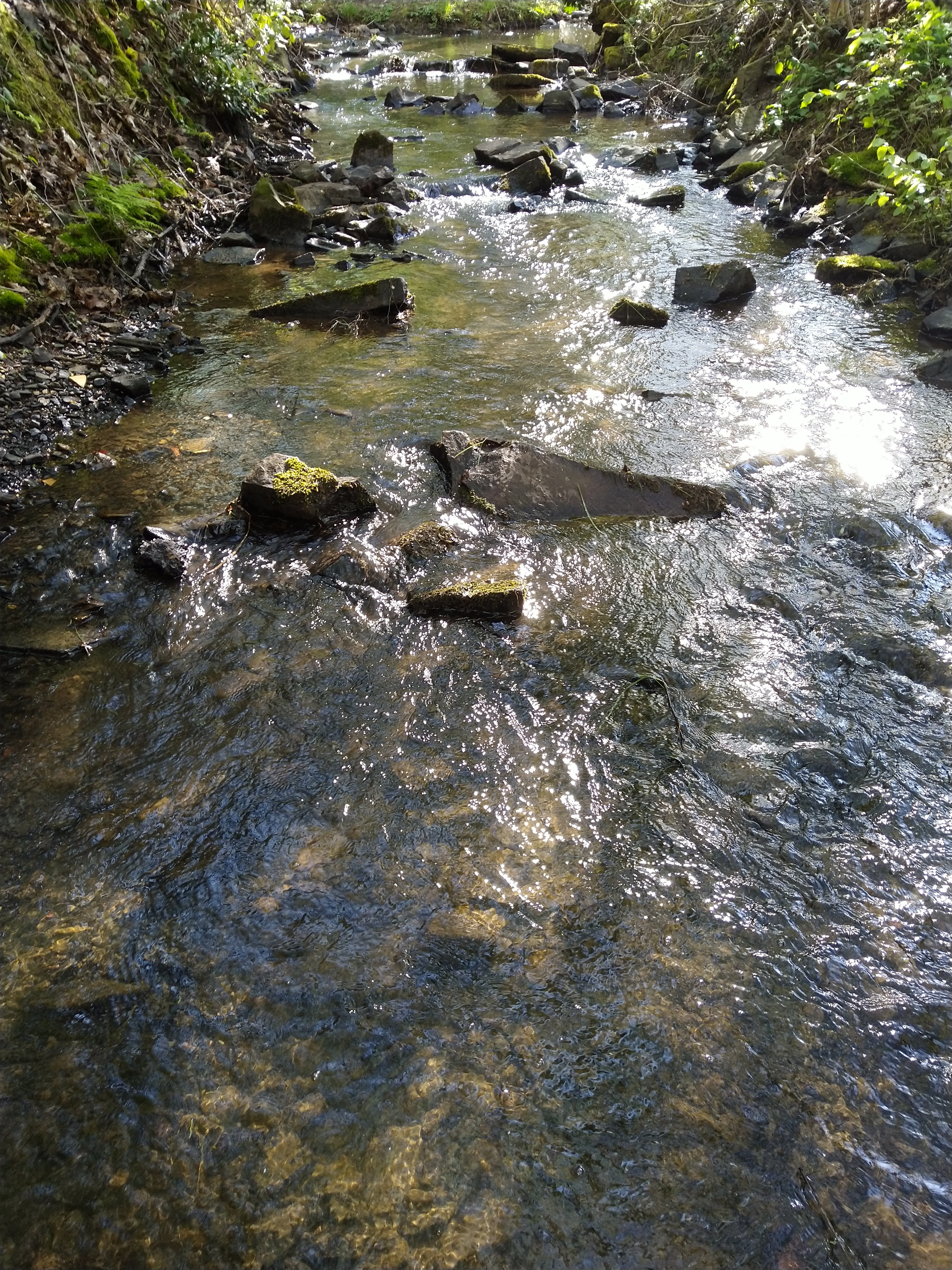
Aubach (Wildbergerhütte) trong công viên thiên nhiên Bergisches Land.

Theo chiều kim đồng hồ, bắt đầu từ phía nam, các sông Sieg, Rhein, Ruhr và Deilbach (đến Ruhr) có những đoạn hình thành gần như là các sông biên giới. Biên giới phía đông trung tâm gần như trùng khớp với đường phân thủy của Agger và Wupper đến Ruhr.

#### Đập
Có nhiều đập ở Bergisches Land. Một số trong số chúng phục vụ như hồ chứa nước uống cho các thành phố lớn lân cận và cũng như các khu giải lao địa phương. Khó có một khu vực nào có thể so sánh được trên thế giới lại có nhiều hồ chứa trong một diện tích nhỏ như vậy. Cụ thể chi tiết:
- Aggertalsperre
- Bevertalsperre
- Hồ chứa Bieberstein
- Hồ chứa Beyenburger
- Đập Brucher
- Đập Diepentaler
- Große Dhünntalsperre
- Ennepetalsperre

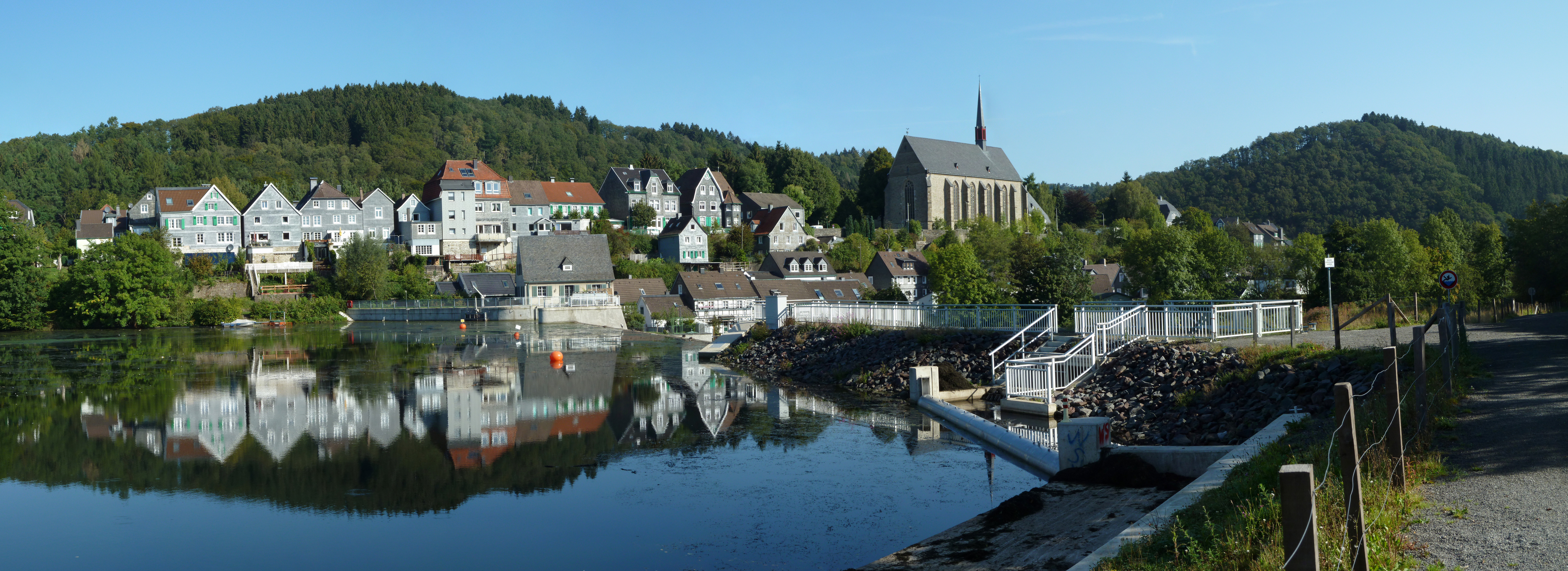
Nhìn ra hồ chứa nước Beyenburger ở Wuppertal

- Eschbachtalsperre (cũng là đập Remscheider)
- Genkeltalsperre
- Đập Kerspe
- Lingesetalsperre
- Neyetalsperre
- Herbringhauser Talsperre (cũng là Barmer Talsperre)
- Panzertalsperre (cũng là đập Lenneper)
- Đập Ronsdorf
- Schevelinger Talsperre (cũng là Silbertalsperre)
- Sengbachtalsperre (cũng là đập Solingen)
- Wahnbachtalsperre
- Wiehltalsperre
- Wuppertalsperre

### Thành phố và xã
Thành phố lớn nhất ở Bergisches Land là Wuppertal. Theo dân số, sau đó là Leverkusen, Solingen, Bergisch Gladbach, Remscheid và Velbert. Các thành phố và cộng đồng khác trong vùng văn hóa Bergisches Land nằm ở các huyện Mettmann, Oberbergischer Kreis và Rheinisch-Bergischer Kreis.

## Lịch sử

Các thành phố và đô thị Bergisch ở NRW theo lịch sử theo lãnh thổ của Công quốc Berg vào năm 1789 (màu xanh lục nhạt) và theo sự cảm nhận khu vực ngày nay (màu xanh lá cây đậm)

### Thời Trung cổ
Sau khi Đế chế Đức được thành lập vào thế kỷ thứ 10, thời kỳ khai khẩn lớn bắt đầu ở Bergisch, kéo dài đến thế kỷ 16. Điều này gắn liền với nhiều khu định cư mới và việc mở rộng các trang viên thành các lâu đài bằng gỗ. Các lãnh chúa của Lâu đài Berge ở Altenberg ngày nay đã có thể mở rộng quyền lực của mình đến khu vực cuối cùng đã được Adolf von Berg nâng lên thành một công quốc vào năm 1101 (do đó có tên là "Bergisches Land"). Sự nổi lên của khu vực Wupper với tư cách là trung tâm của ngành công nghiệp luyện sắt cũng bắt đầu vào thời điểm này, với các mỏ quặng và lò nung rất phổ biến vào thế kỷ 11 và 12 và các khu vực khai thác có lẽ là nơi tập trung định cư sớm.
Khoảng năm 1150, Schloss Burg an der Wupper trở thành nơi ngự trị của Bá tước Berg. Từ đó bá tước mở rộng quyền lực của mình về phía nam đến Sieg và phía đông đến quận Hückeswagen. Trong khi Hückeswagen được trao cho  Công quốc Berg vào năm 1260 một cách êm thắm, những xung đột kéo dài và đầy bạo lực xảy ra với  những người bà con Märkern (Công quốc Mark) âm ỉ đến thế kỷ 15 (đáng kể là biên giới giữa Berg và Mark gần như tương đồng với biên giới đầu thời trung cổ giữa người Frank Rheinish và người Sachsen Westfalen).  Vào thế kỷ 14, đất nước phải hứng chịu lũ lụt, mùa màng thất bát, bệnh dịch và chiến tranh giữa Frederick của Áo và Ludwig của Bayern.
Năm 1386, Düsseldorf trở thành nơi cư trú của Công tước Berg, người thông qua chính sách hôn nhân thông minh, đã hợp nhất các Công tước của Jülich và Kleve với đất của họ để thành lập Công quốc  Jülich-Kleve-Berg.

### Thời hiện đại

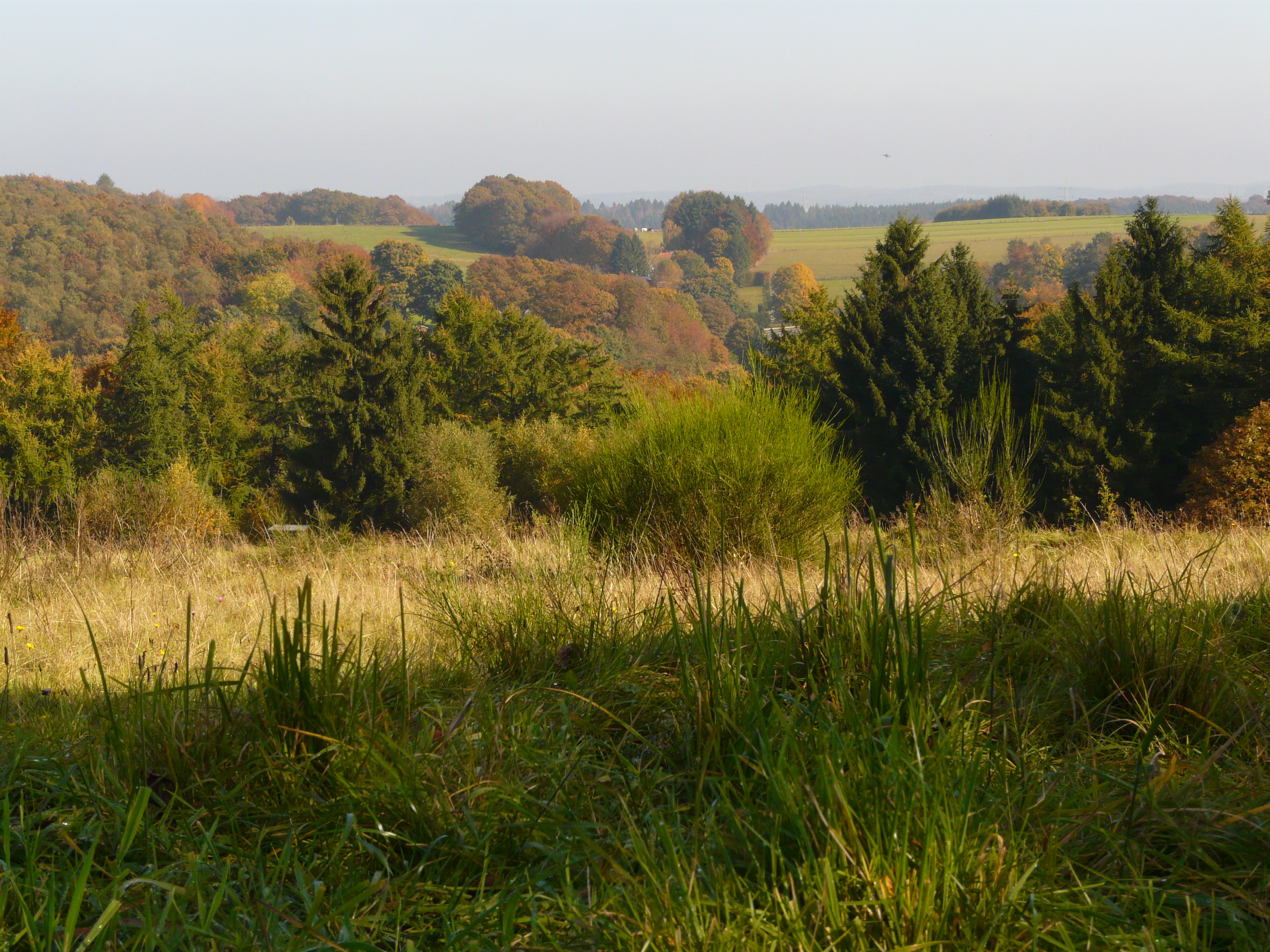
Cảnh quan điển hình của rừng và đồng cỏ ở Niederbergisches Land

Đặc biệt, dưới thời Wilhelm dem Reichen, công quốc đã trở thành một trung tâm khoa học nhân văn. Không có nguy cơ chiến tranh vào lúc này. Tuy nhiên, những người lính đánh thuê giải ngũ đã cướp bóc công quốc. Ngoài ra, có những xung đột giữa người Công giáo và người Tin lành cho đến khi Wilhelm cho phép tự do lựa chọn tôn giáo vào năm 1565. Phần lớn dân số theo Cải cách và chấp nhận tín ngưỡng Cải cách hoặc Luther.
Để tránh xung đột tôn giáo đang khởi xướng, công quốc theo đuổi vào đầu thế kỷ 17 một chính sách trung lập nghiêm khắc. Tuy nhiên, vì sức mạnh quân sự của công tước không bao giờ đủ để ngăn các bên xung đột vượt qua biên giới lãnh thổ, điều này không ngăn được Bergisches Land bị liên lụy vào cuộc Chiến tranh Ba mươi năm. Không có trận chiến lớn nào diễn ra ở Bergisch, nhưng đây là nơi rút lui, khu trú đóng, khu vực trung chuyển và triển khai của các nhóm quân khác nhau từ hầu hết các bên tham gia vào cuộc chiến, khiến dân chúng cũng bị ảnh hưởng nặng nề. Trong 50 năm đầu tiên của thế kỷ 17, quân đội đế quốc Phổ, người Tây Ban Nha, Thụy Điển, Hà Lan, Hessen và Bayern đã chiến đấu và cướp bóc ở đây. Ngoài ra, bệnh kiết lỵ và bệnh dịch tả hoành hành. Khi những ngoại binh cuối cùng rời Bergisches Land vài năm sau hiệp ước Hòa bình Westfalen và Chiến tranh Ba mươi năm kết thúc, các khu vực ở đây, đặc biệt là gần các tuyến đường như Heerweg Köln - Dortmund, đã mất một nửa dân số và hoang vắng, trong khi những khu vực xa xôi hẻo lánh hơn thì hầu như lại không bị ảnh hưởng gì bởi chiến tranh. Các lâu đài như Schloss Burg hay Beyenburg và các bức tường thành Radevormwald đã bị phá hủy trong chiến tranh.
Đầu thế kỷ 18 vùng đất này lại phát triển mạnh mẽ, mang lại sự thịnh vượng tới cả các tầng lớp thấp nhất. Trong Chiến tranh Bảy năm, công quốc đứng vào vị thế trung lập. Sự thăng tiến tiếp tục khi các chủ xí nghiệp đầu tiên bọc những ngôi nhà khung gỗ của họ bằng đá phiến. Kiểu nhà Bergisch điển hình được tạo ra. Cuối thế kỷ 18, cuộc cách mạng công nghiệp cũng bắt đầu ở đây, khi một số nông dân Bergisch trở thành công nhân nhà máy. Những con đường chắc chắn đầu tiên được xây dựng cho đến khi Napoléon đột ngột chấm dứt nền hòa bình và  tự do của Công quốc Berg. Trong 15 năm Pháp chiếm đóng, gần 5.000 binh sĩ từ Bergisch đã thiệt mạng trong chiến dịch đánh Nga. Với sự giúp đỡ của người Cossacks, đất nước được giải phóng khỏi người Pháp và sau đó trở thành một phần của tỉnh Rhein của Phổ vào năm 1822. Vào thời điểm đó, ngày càng có nhiều người sống và làm việc trong những điều kiện vô nhân đạo tại các thành phố lớn của vùng Bergisch. Do vệ sinh kém trong các khu phố của tầng lớp lao động, bệnh dịch tả đã lây lan và giết chết nhiều người.
Cuối thế kỷ 19, thung lũng Wupper trở thành trung tâm kinh tế lớn nhất của đế chế Phổ. Với việc xây dựng tuyến đường sắt trên núi bánh răng cưa bằng điện đầu tiên ở Barmen, cây cầu đường sắt cao nhất của Đức gần Müngsten, việc xây dựng lại Lâu đài Burg và các đập Barmer và Ronsdorf, thời đại công nghiệp đang thăng tiến đến gần đỉnh điểm. Vùng đất Bergisch nở rộ cho đến khi Chiến tranh thế giới thứ nhất bùng nổ. Sau chiến tranh, Elberfeld và Barmen cũng như một số thị trấn xung quanh đã hợp nhất để thành lập thành phố Wuppertal. Trong Chiến tranh thế giới thứ hai, các thành phố lớn Bergisch là mục tiêu thường xuyên của các đơn vị máy bay ném bom Đồng minh và phần lớn đã bị phá hủy, thí dụ trong các cuộc không kích vào Wuppertal năm 1943, các cuộc ném bom Solingen năm 1940 và 1944 hoặc trong cuộc không kích vào Remscheid năm 1943.
Bergisches Land đã nhận được sự phân ranh giới mới (so với công quốc cũ, tuy nhiên, nhỏ hơn nhiều) với việc thành lập công viên tự nhiên cùng tên vào năm 1973, bao gồm dãy núi thấp nông thôn phía nam Wupper giữa sông Rhein và Sauerland. Năm 2006, có một sự mở rộng các không gian mở của ba thành phố Bergisch.

## Kinh tế và Cơ sở hạ tầng

### Nền kinh tế
Lượng mưa lớn và độ dốc lớn so với sông Rhein và Ruhr gần đó tạo điều kiện thuận lợi cho Bergisches Land để sử dụng thủy điện. Điều này đã tạo cơ sở cho ngành công nghiệp sắt nhỏ cho sự phát triển kinh tế ban đầu ở Vùng đất Bergisch. Nhiều nơi chuyên sản xuất một nhóm sản phẩm duy nhất. Velbert là trung tâm của ngành công nghiệp khóa. Kỹ thuật cơ khí và gia công kim loại quyết định cuộc sống ở "thị trấn công cụ" Remscheid và ở thị trấn cũ Cronenberg, hiện là một phần của Wuppertal. Khoảng 440 triệu euro, tức là 44% tổng doanh thu hàng năm ở nước Đức trong ngành công nghiệp dao kéo là từ thành phố Solingen. Ngược lại, thung lũng Wupper từ Radevormwald theo hướng chảy của sông Wupper, cả Wuppertal và phía đông của Remscheid bị ảnh hưởng mạnh mẽ hơn bởi ngành dệt may.
Sự phong phú của rừng do lượng mưa tốt và nhiều độ dốc ít thích hợp cho các loại hình nông nghiệp khác đảm bảo cung cấp tốt gỗ trụ. Ở nhiều nơi, điều này đã hỗ trợ sự xuất hiện sớm của các mỏ nhỏ, trong đó chủ yếu là quặng kim loại và đá phiến; sau đó cũng là sự mở rộng các mỏ than lớn ở Wesfalen.

### Du lịch
Bergisches Land là điểm đến cho khách du lịch, cho cả những người tìm kiếm sự thư giãn và những kỳ nghỉ ngắn ngày. Kể từ năm 2005, các quận Rheinisch-Bergisch và Oberbergisch đã tiếp thị khu vực du lịch thông qua Naturarena Bergisches Land GmbH. Ba thành phố lớn của Bergisch là Remscheid, Solingen và Wuppertal, hoạt động dưới thương hiệu du lịch "Die Bergische Drei", được điều hành bởi Bergisches Land Tourismus Marketing e. V.. Quận Mettmann tiếp thị chính nó dưới tên Neanderland. Các tổ chức du lịch khu vực này đảm nhận việc phát triển và mở rộng cơ cấu du lịch và tiếp thị khu vực như một điểm đến du lịch và tham quan. Nhóm đối tượng chính là khách du lịch trong ngày từ sông Rhein (Düsseldorf, Köln, Bonn) và khu vực Ruhr cũng như khách đi nghỉ vài ngày. Do gần hội chợ thương mại và các địa điểm công nghiệp Köln, Düsseldorf và vùng Ruhr, du lịch ngủ qua đêm ở Bergisches Land bị ảnh hưởng mạnh bởi các khách đi làm ăn.

### Tuyến đường có cái nhìn toàn cảnh
Bằng cách chuyển đổi nhiều tuyến đường sắt dư thừa, một mạng lưới đường rộng lớn đã được tạo ra, hiện dài 220 km (tính đến tháng 8 năm 2019). 150 km trong số này nằm trên các tuyến đường sắt có độ dốc thấp. Bao gồm:
- Đường đi xe đạp toàn cảnh Niederbergbahn
- Đường đi xe đạp toàn cảnh Bergisch
- Đường đi xe đạp toàn cảnh Balkantrasse

## Văn hóa và thắng cảnh

### Thắng cảnh thiên nhiên
- Hang động Aggertal gần Ründeroth
- Hang động thạch nhũ Wiehler
- Đường hầm thời gian ở Wülfrath (Bochumer Bruch, Wülfrath)
- Tillmannsdorfer Sattel ở Wülfrath

### Phố cổ / nội thành

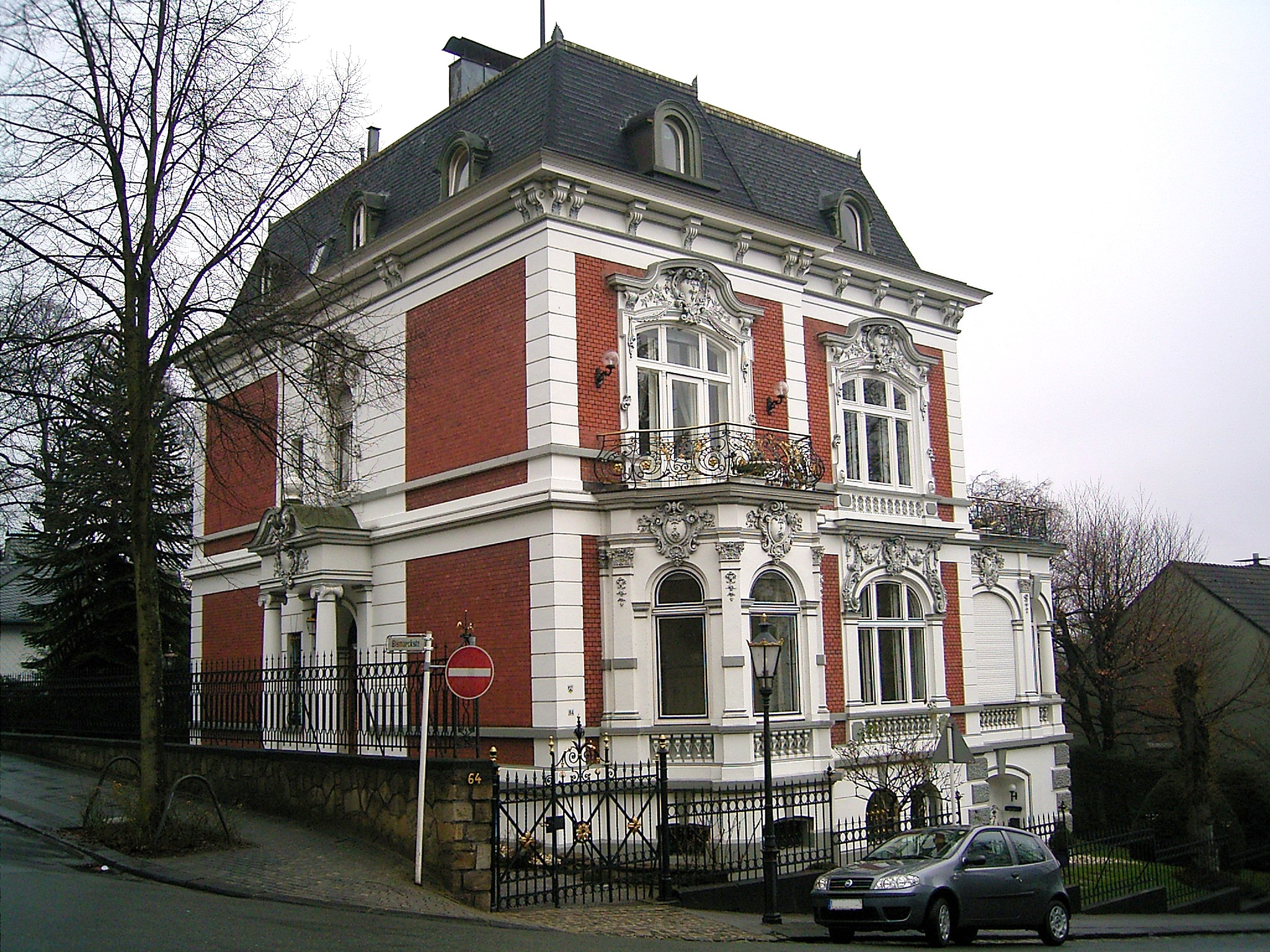
Biệt thự ở khu phố Briller

- Các phố cổ lịch sử của Bergneustadt, Solingen- Gräfrath, Hückeswagen, Wülfrath, Remscheid- Lennep và Velbert- Langenberg với những tòa nhà khung gỗ
- Kiến trúc phong cách Wilhelminian của Nordstadt, đặc biệt là Luisenviertel của Wuppertal- Elberfeld, một trong những khu biệt thự phong cách Wilhelminian lớn nhất ở Đức, Khu phố Briller với khoảng 250 tòa nhà được xếp hạng bảo tồn và một trong những nhà thờ cổ điển lớn nhất ở Rheinland, nhà thờ Công giáo St. Laurentius.
- Trung tâm thành phố thời trung cổ của Ratingen với nhà thờ hội trường Gothic cổ nhất ở Rheinland, tàn tích của các công sự thành phố và những ngôi nhà cổ của dân.
- Oberstadt Mettmann lịch sử với rạp chiếu phim lâu đời nhất vẫn còn hoạt động ở Đức [11]

### Lâu đài và cung điện

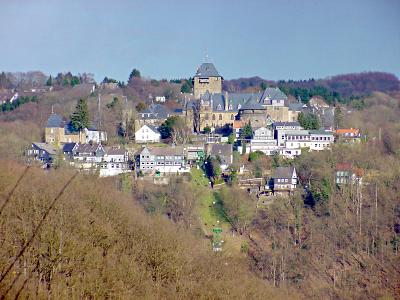
Lâu đài Burg ở Solingen

- Lâu đài Bensberg ở Bergisch Gladbach
- Cung điện Benrath ở Düsseldorf-Benrath
- Schloss Burg ở Solingen - Burg
- Lâu đài Ehreshoven ở Engelskirchen
- Lâu đài Eulenbroich ở Rösrath
- Lâu đài Garath ở Düsseldorf-Garath
- Lâu đài Gimborn gần Marienheide
- Lâu đài Hardenberg ở Velbert-Neviges
- Lâu đài Heiligenhoven gần Lindlar
- Lâu đài Heltorf ở Düsseldorf-Angermund
- Di tích lâu đài Herrenbröl
- Lâu đài Homburg gần Nümbrecht
- Lâu đài Hückeswagen ở Hückeswagen
- Lâu đài Hugenpoet ở Essen-Kettwig
- Lâu đài Kalkum ở Düsseldorf-Kalkum
- Lâu đài Landsberg ở Ratingen
- Lâu đài Lerbach ở Bergisch Gladbach
- Lâu đài Linnep ở Ratingen
- Lâu đài Lüntenbeck ở Wuppertal - Sonnborn

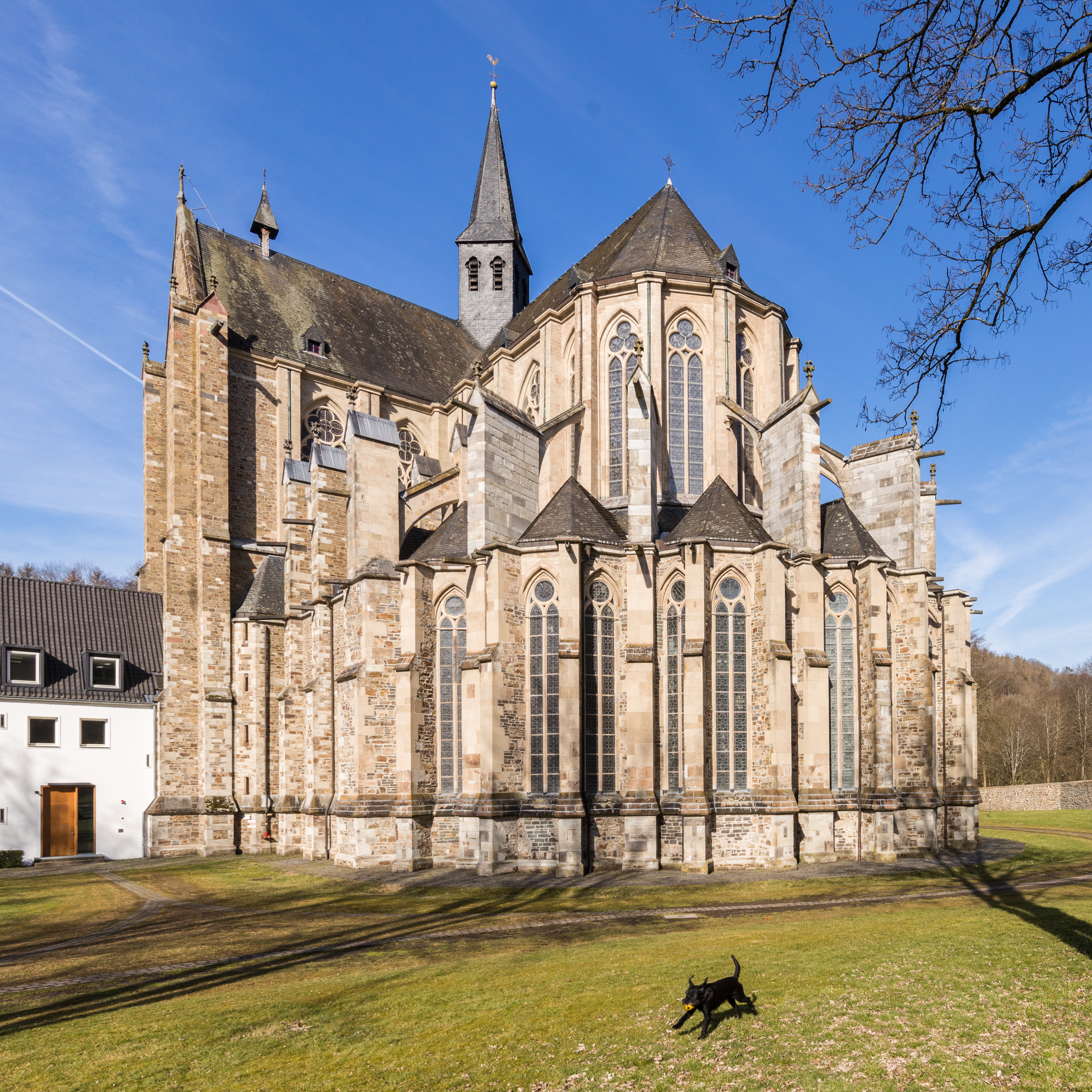
Nhà thờ Altenberg

- Lâu đài Oefte ở Essen-Kettwig
- Lâu đài Windeck
- Wasserburg từng nhà ở Ratingen

### Các tòa nhà tôn giáo
- Nhà thờ Altenberg ở Odenthal- Altenberg
- Mariendom ở Velbert-Neviges
- Bunte Kerken trong Oberbergischer Kreis
- Nhà thờ tu viện Merten
- Nhà thờ tu viện Sankt Maria Magdalena ở Wuppertal - Beyenburg
- Vương cung thánh đường Thánh Margareta ở Düsseldorf- Gerresheim
- Nhà thờ St. Laurentius ở Wuppertal- Elberfeld
- Nhà thờ Christ với các công trình phụ, sau này là Art Nouveau, Velbert [12]

### Bảo tàng

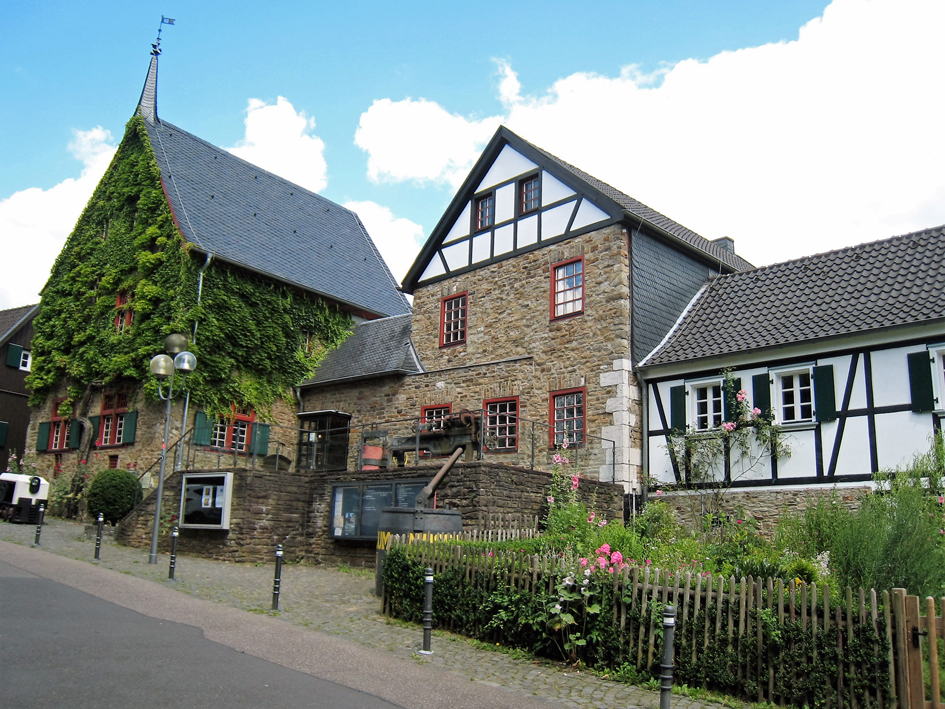
Bảo tàng Khai thác mỏ, Thủ công và Thương mại Bergisch, tòa nhà chính, Burggraben 17–21

- Bảo tàng trang trại Eckenhagen ở Eckenhagen
- Bảo tàng trang trại Wiehl ở Monsau
- Bergisches Freilichtmuseum Lindlar
- Bảo tàng Khai khoáng, Thủ công và Thương mại Bergisches ở Bergisch Gladbach
- Bảo tàng Bergisches Schloss Burg an der Wupper
- Bảo tàng xe điện Bergisches ở Wuppertal-Kohlfurth
- Bảo tàng Lưỡi Đức ở Solingen-Gräfrath
- Bảo tàng tia X của Đức ở Remscheid-Lennep
- Bảo tàng khóa và phụ kiện của Đức ở Velbert
- Bảo tàng công cụ Đức ở Remscheid

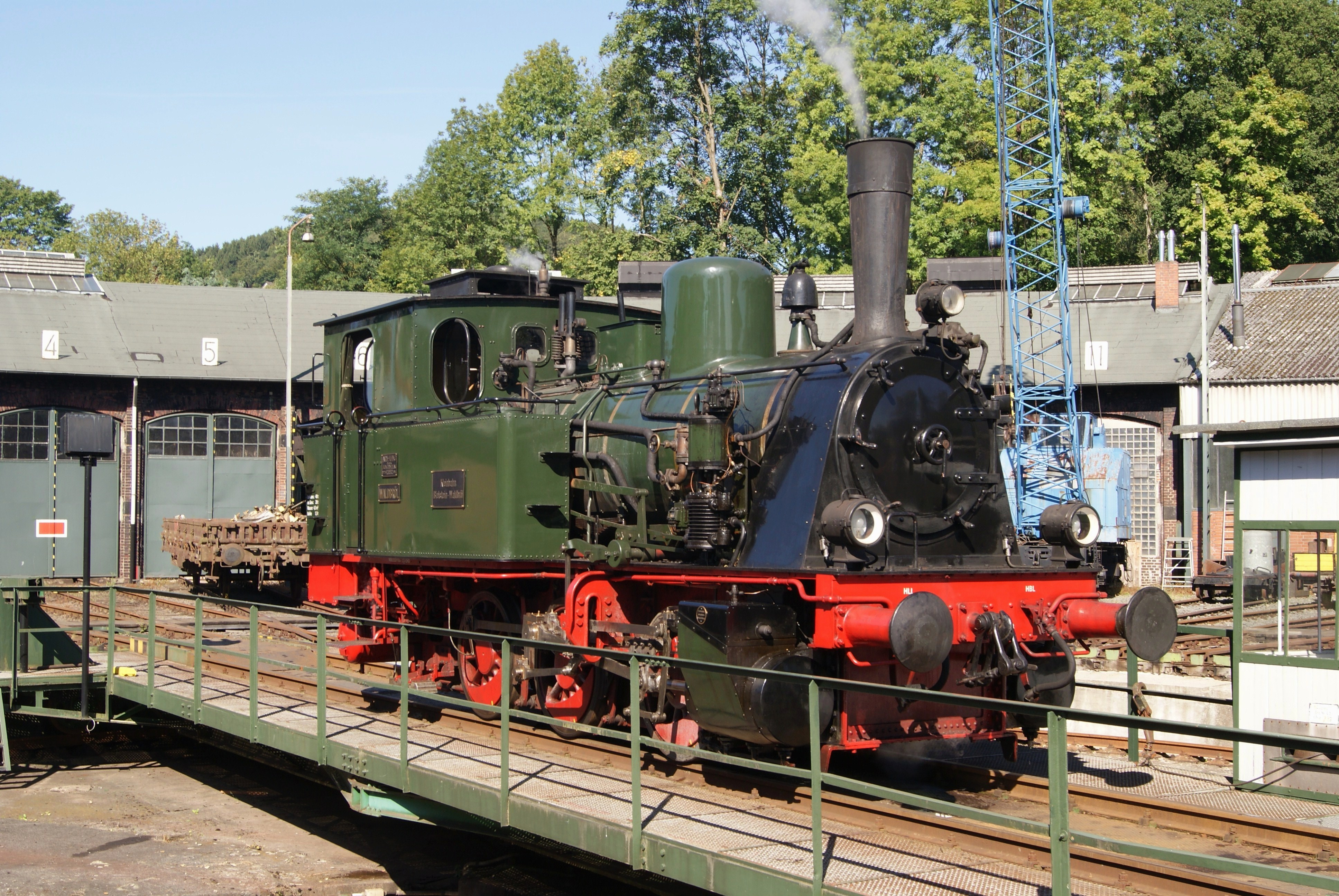
Đầu máy hơi nước Waldbröl như một đầu máy xe lửa của "Bergischer Löwen" (Wiehltalbahn) phun hơi nước trên bàn xoay

- Bảo tàng Đường sắt Dieringhausen ở Dieringhausen
- Bảo tàng Thiên thần Đức đầu tiên ở Engelskirchen
- Bảo tàng Graefrath ở Solingen-Graefrath
- Bảo tàng lịch sử địa phương Bergneustadt ở Bergneustadt
- Bảo tàng công nghiệp Freudenthaler Sensenhammer ở Leverkusen
- Bảo tàng lịch sử địa phương Radevormwald ở Radevormwald
- Bảo tàng mẫu giáo North Rhine-Westphalia ở Bergisch Gladbach
- Nhà máy điện Ermen &amp; Engels ở Engelskirchen
- Bảo tàng nghệ thuật Solingen ở Graefrath
- Bảo tàng nghệ thuật Villa Zanders, ở Bergisch Gladbach
- Bảo tàng công nghiệp LVR tại nhiều địa điểm khác nhau

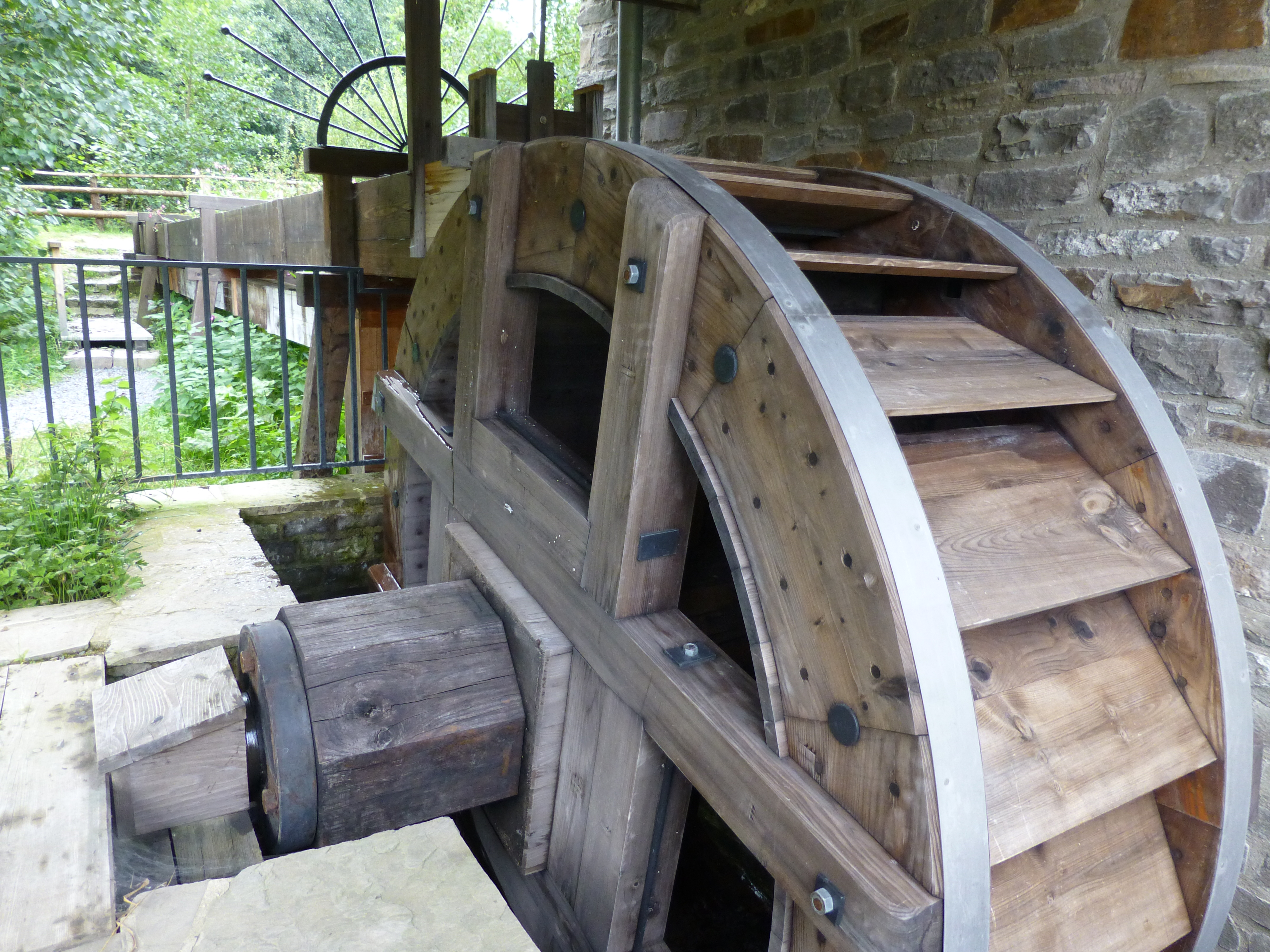
Bánh xe nước trong bảo tàng ngoài trời Lindlar

- Bảo tàng ngoài trời LVR Lindlar ở Lindlar
- LVR-Industriemuseum Solingen - Lò rèn thả Hendrichs
- Bảo tàng Trục, Bánh xe và Vận chuyển ở Wiehl
- Bảo tàng công nghiệp hóa ban đầu với Nhà Engels ở Wuppertal
- Ga bảo tàng Dahlhausen (Wupper) ở Radevormwald
- Bảo tàng Neanderthal ở Mettmann
- Bảo tàng Niederbergisches ở Wülfrath
- Bảo tàng giấy Alte Dombach ở Bergisch Gladbach
- Bảo tàng trường Bergisch Gladbach - Bộ sưu tập Cüppers

- Nhà máy dệt Cromford ở Ratingen

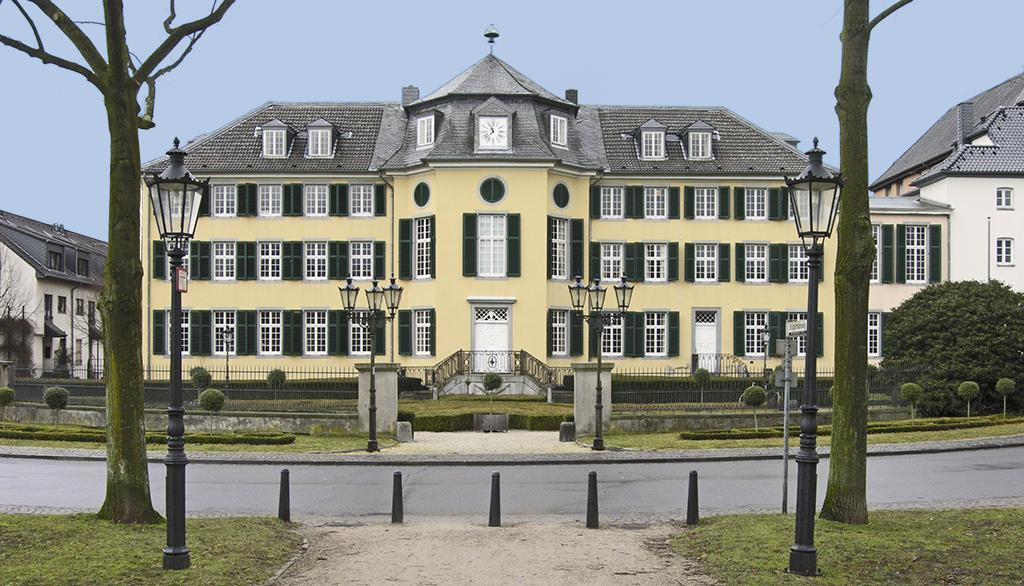
Bảo tàng dệt may Haus Cromford, Ratingen

- Bảo tàng vải Lennep ở Remscheid-Lennep
- Từ Bảo tàng Heydt ở Wuppertal
- Cửa hàng mài Wipperkotten ở Solingen
- Bảo tàng Wülfing về hàng dệt và quy trình sản xuất của chúng ở Radevormwald
- Bảo tàng đồng hồ Wuppertal

### Điểm tham quan kỹ thuật
- Đường sắt treo Wuppertal

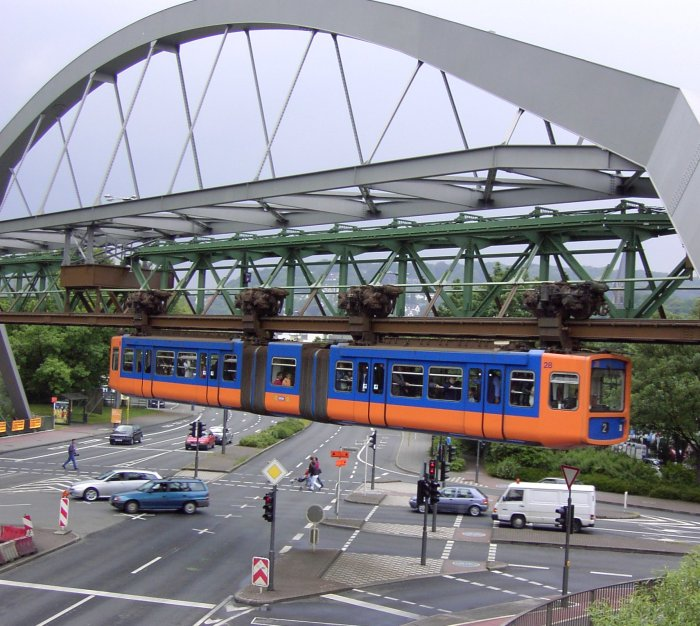
Đường sắt treo Wuppertal

- Cầu Müngsten ở tam giác 3 thành phố Bergisch Wuppertal-Solingen-Remscheid
- Máy phát Langenberg phía trên quận Velbert của Langenberg
- Đường hầm Burgholz mở cửa vào năm 2006 ở Wuppertal (đường hầm đường bộ dài nhất và hiện đại nhất ở Bắc Rhine-Westphalia)
- Mỏ Silberhardt gần Windeck- Öttershagen
- Wiehltalbahn
- Công trình vôi Flandersbach, công trình vôi lớn nhất châu Âu ở Wülfrath

### Đặc sản ẩm thực

#### Bergische Kaffeetafel

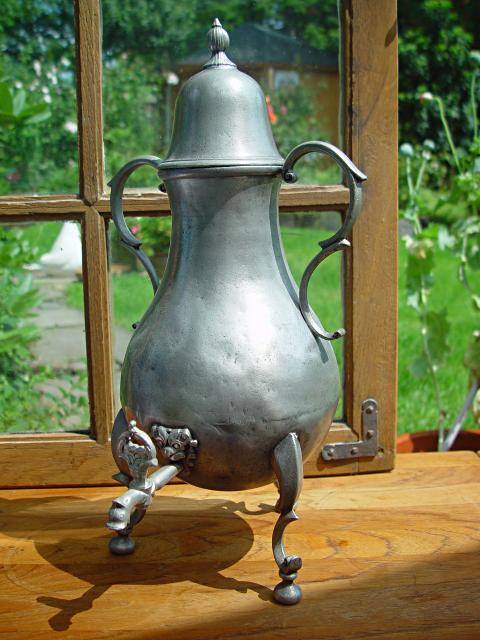
Tiêu biểu Bergisch: Dröppelminna

Bergische Kaffeetafel, không nên nhầm lẫn với bánh quế Bergisch, ngay cả khi thứ sau là một phần của Bergische Kaffeetafel, là hình ảnh thu nhỏ của ẩm thực Bergisch. Bergische Kaffeetafel là một bữa ăn rất phong phú mà bạn thậm chí phải đặt trước ở hầu hết các nhà hàng. Ngoài bánh quế với anh đào, kem vani và Milchreis, các loại bánh mì khác nhau (đặc biệt là bánh mì đen và Stuten, cái gọi là. Platz),  Zwieback, xúc xích, pho mát cắt mỏng, mật ong, quark, bơ, Burger Brezeln và Apfelkraut. Cà phê được phục vụ trong cái gọi là Dröppelminna, một bình thiếc có vòi, tương tự như loại samovar của Nga-Thổ Nhĩ Kỳ dùng để pha trà. Một Kaffeetafel đặc biệt phong phú có thể được phục vụ với Sandkuchen, bullebäusken và Gußzwieback, và kết thúc bằng một Aufgesetzten hoặc Klaren.